# Faryngální souhláska
Faryngální souhláska (faryngála či hltanová souhláska) je souhláska, která je artikulována dotekem kořene jazyka s faryngem (hltanem). Faryngály se vyskytují převážně v jazycích severní Afriky a Středního východu (především semitské jazyky a berberské jazyky), rovněž je obsahují některé jazyky původních obyvatel Britské Kolumbie. V jiných jazykových skupinách se objevují spíše okrajově (částečně ve finštině, dle některých teorií i v praindoevropštině). V IPA je možno zapsat pouze dvě faryngální hlásky, totiž znělou faryngální frikativu (ʕ – hebrejské písmeno ajin, arabské písmeno ajn) a neznělou faryngální frikativu (ħ – hebrejské písmeno het, arabské hrdelní há).